# Краснокутський курган
Краснокутський курган — один з поховальних пам'ятників скіфської знаті, поблизу села Григорівка, Солонянського району Дніпропетровської області.
Датується кінцем ІІІ — поч. IV ст. до н. е.

## Історія дослідження
Краснокутський курган, був розкопаний у 1860 р. під наглядом Івана Єгоровича Забєліна. Розкопки проводилися за дорученням і на кошти Імператорської археологічної комісії. У 1981 році вийшла монографія Г. І. Мелюкової «Краснокутський курган», де були проаналізовані всі групи джерел з історії Краснокутського кургану — архівні дані, відомі публікації та дослідження, але в першу чергу — речова колекція.

## Опис кургану та знахідок
Курган розташований на правому березі Дніпра, по дорозі з Дніпропетровська в Нікополь біля Краснокутської станції (з 1902 р. — ст. Канкринівка), на піднесеній степовій місцевості. Поблизу цього кургану на захід стояв інший курган меншої величини, що відноситься, як показали розкопки І. Є. Забєліна, до епохи бронзи.
За своїм географічним положенням Краснокутський курган входить до групи правобережних степових курганів Нижнього Придніпров'я, до яких належать кургани скіфської знаті, такі як Чортомлик, Олександропольскій (Лугова Могила), Кам'яна Могила, Близниця Слоновська, Близниця Томаківська, 1-й та 2-й Лемешеві кургани, та до курганних могильників рядового скіфського населення: Кутського, Білозерського, Нікопольського, Кічкаського.
Насип кургану по величині поступалася розмірами багатьом іншим царським курганам. Висота його була рівна 8,5 м, діаметр по підошві — 64 м, окружність — 191,7 м. Схили насипу були крутими, особливою крутизною відрізнявся північний схил, що характерно для всіх степових скіфських курганів. Вершина насипу являла собою досить рівний майданчик близько 15 м в діаметрі.
Похоронна камера, в яку вів коридор, являла собою кругле підземелля, що обвалилося, і мала близько 5,3 м в діаметрі. За проваленою зверху материкової товщею І. Є. Забєлін визначив висоту катакомби. Вона досягала 2,13 м. Дно знаходилося в пласті червоної глини і було на 0,71 м нижче дна вхідної ями. Катакомба була пограбована і на дні в безладі знайдені наступні предмети: кілька бронзових стріл, залізних наконечників списів, уламків мечів; 3 уламки чорнолощеної судини, бронзове кільце з емаллю, що розклалася (можливо, ніжка срібної посудини), уламки мідних речей і серед них прикраси у вигляді виделки; кістяні руків'я від чотирьох ножів. Серед речей знаходилися уламки людських і кінських кісток.
Грабіжники не стали чіпати лише амфори, які стояли в ряд біля східної стіни катакомби. Їх було вісім, і майже всі мали висоту 0,8 м. Амфори були розчавлені землею при руйнуванні зводу катакомби.
Згідно знахідок, зроблених на дні поховальної ями, головне поховання Краснокутського кургану належало чоловікові. Чи були при ньому якісь супроводжували його поховання, визначити неможливо. Небіжчик в катакомбі Краснокутського кургану був похований головою на захід або з невеликим відхиленням від цього напрямку.
Незайманою грабіжниками виявилася в Краснокутському кургані могила коней. Вона була розташована на південний захід від вхідної ями на відстані 2,13 м від неї. Ця могила являла собою чотирикутну яму, орієнтовану по довгій осі з півночі на південь. Довжина її дорівнювало 2,76 м, а ширина 2,3 м.
Також в кургані було знайдено: залишки возів, бронзові навершя, нашивні бляшки, підвісні круглі бляхи, дзвіночки, вудила, псалії, вудильні бляхи, бронзові накінечники стріл, речі з кінської могили, вудила і псалії, срібні прикраси вудил.